# 埃德加·佩奇
埃德加·佩奇（英語：Edgar Page，1884年12月31日—1956年5月12日），英格兰前男子曲棍球运动员。他曾代表英国国家队参加1908年夏季奥林匹克运动会曲棍球比赛，获得一枚金牌。